# فرانكا بوتينت
فرانكا بوتينت (بالألمانية: Franka Potente )‏ (و. 1974  م) هي ممثلة، وكاتبة سيناريو، وكاتِبة، وممثلة أفلام، من ألمانيا، ولدت في مونستر.

## التعليم
تعلمت في مسرح لي ستراسبرغ ومعهد السينما ‏، وOtto Falckenberg School of the Performing Arts ‏.

## جوائز
حصلت على جوائز منها:
- دويتشر Filmpreis  [لغات أخرى]‏.

## وصلات خارجية
- فرانكا بوتينت على موقع IMDb (الإنجليزية)
- فرانكا بوتينت على موقع ميتاكريتيك (الإنجليزية)
- فرانكا بوتينت على موقع روتن توميتوز (الإنجليزية)
- فرانكا بوتينت على موقع مونزينجر (الألمانية)
- فرانكا بوتينت على موقع قاعدة بيانات الأفلام العربية
- فرانكا بوتينت على موقع ألو سيني (الفرنسية)
- فرانكا بوتينت على موقع ميوزك برينز (الإنجليزية)
- فرانكا بوتينت على موقع تيرنر كلاسيك موفيز (الإنجليزية)
- فرانكا بوتينت على موقع أول موفي (الإنجليزية)
- فرانكا بوتينت على موقع بوكس أوفيس موجو (الإنجليزية)